# Raymond Offner
Raymond René Offner, född 17 november 1927 i Sarcelles, död 30 oktober 1989 i Paris, var en fransk basketspelare.
Offner blev olympisk silvermedaljör i basket vid sommarspelen 1948 i London.